# Marathon de Hambourg
Le Marathon de Hambourg est une épreuve de course à pied sur route de 42,195 km se déroulant à Hambourg, en Allemagne.
La première édition du marathon de Hambourg a eu lieu en 1986.
L'édition 2020 est reportée à l'année suivante, en 2021, pour cause de pandémie de Covid-19. Celle de 2021 se déroule également dans un contexte particulier : la date initiale du 11 avril est repoussée d'une semaine ; le lieu est déplacé en dehors de la ville (sur l'Aéroport d'Enschede) ; la ville devant faire face à des mesures de confinement et de restrictions sanitaires, toujours dans le cadre du Covid-19,.

## Palmarès
Record de l'épreuve
| Année | Athlète                | Pays            | Temps           |
| ----- | ---------------------- | --------------- | --------------- |
| 2024  | Bernard Koech          | Kenya           | 2 h 4 min 24 s  |
| 2023  | Bernard Koech          | Kenya           | 2 h 4 min 9 s   |
| 2022  | Cybrian Kotut          | Kenya           | 2 h 4 min 47 s  |
| 2021, | Martin Musau           | Ouganda         | 2 h 10 min 13 s |
| 2020  | Pas d'édition          | Pas d'édition   | Pas d'édition   |
| 2019  | Tadu Abate             | Éthiopie        | 2 h 08 min 26 s |
| 2018  | Solomon Deksisa        | Éthiopie        | 2 h 06 min 34 s |
| 2017  | Tsegaye Mekonnen       | Éthiopie        | 2 h 07 min 26 s |
| 2016  | Tesfaye Abera          | Éthiopie        | 2 h 06 min 58 s |
| 2015  | Lucas Rotich           | Kenya           | 2 h 07 min 17 s |
| 2014  | Shumi Dechasa          | Éthiopie        | 2 h 06 min 43 s |
| 2013  | Eliud Kipchoge         | Kenya           | 2 h 05 min 30 s |
| 2012  | Abdullah Dawit         | Éthiopie        | 2 h 05 min 58 s |
| 2011  | Shentema Kudama Gudisa | Éthiopie        | 2 h 11 min 03 s |
| 2010  | Wilfred Kigen          | Kenya           | 2 h 09 min 22 s |
| 2009  | Solomon Tside          | Éthiopie        | 2 h 11 min 47 s |
| 2008  | David Kipkorir Mandago | Kenya           | 2 h 07 min 23 s |
| 2007  | Rodgers Rop            | Kenya           | 2 h 07 min 32 s |
| 2006  | Julio Rey              | Espagne         | 2 h 06 min 52 s |
| 2005  | Julio Rey              | Espagne         | 2 h 07 min 38 s |
| 2004  | Vanderlei de Lima      | Brésil          | 2 h 09 min 39 s |
| 2003  | Julio Rey              | Espagne         | 2 h 07 min 27 s |
| 2002  | Christopher Kandie     | Kenya           | 2 h 10 min 17 s |
| 2001  | Julio Rey              | Espagne         | 2 h 07 min 46 s |
| 2000  | Piotr Gładki           | Pologne         | 2 h 11 min 06 s |
| 1999  | David Ngetich          | Kenya           | 2 h 10 min 05 s |
| 1998  | Tendai Chimusasa       | Zimbabwe        | 2 h 10 min 57 s |
| 1997  | Stephen Kirwa          | Kenya           | 2 h 10 min 37 s |
| 1996  | Petr Pipa              | Slovaquie       | 2 h 16 min 22 s |
| 1995  | Antonio Silio          | Argentine       | 2 h 09 min 57 s |
| 1994  | Eduard Tukhbatullin    | Russie          | 2 h 12 min 58 s |
| 1993  | Richard Nerurkar       | Angleterre      | 2 h 10 min 57 s |
| 1992  | Julius Sumawe          | Tanzanie        | 2 h 13 min 52 s |
| 1991  | Jörg Peter             | Allemagne       | 2 h 10 min 43 s |
| 1990  | Jörg Peter             | Allemagne       | 2 h 11 min 49 s |
| 1989  | Nivaldo Filho          | Brésil          | 2 h 13 min 21 s |
| 1988  | Martin Vrábel          | Tchécoslovaquie | 2 h 14 min 55 s |
| 1987  | Karel Lismont          | Belgique        | 2 h 13 min 46 s |
| 1986  | Karel Lismont          | Belgique        | 2 h 12 min 12 s |

| Année | Athlète                | Pays                 | Temps           |
| ----- | ---------------------- | -------------------- | --------------- |
| 2024  | Irene Cheptai          | Kenya                | 2 h 18 min 22 s |
| 2023  | Dorcas Tuitoek         | Kenya                | 2 h 20 min 9 s  |
| 2022  | Yalemzerf Yehualaw     | Éthiopie             | 2 h 17 min 24 s |
| 2021, | Gadise Demissie        | Éthiopie             | 2 h 26 min 19 s |
| 2020  | Pas d'édition          | Pas d'édition        | Pas d'édition   |
| 2019  | Dibabe Kuma            | Éthiopie             | 2 h 24 min 42 s |
| 2018  | Shitaye Eshete         | Bahreïn              | 2 h 24 min 51 s |
| 2017  | Jéssica Augusto        | Portugal             | 2 h 25 min 30 s |
| 2016  | Meselech Melkamu       | Éthiopie             | 2 h 21 min 54 s |
| 2015  | Hailu Meseret          | Éthiopie             | 2 h 25 min 41 s |
| 2014  | Georgina Rono          | Éthiopie             | 2 h 26 min 47 s |
| 2013  | Diana Lobačevskė       | Lituanie             | 2 h 29 min 17 s |
| 2012  | Rael Kiyara            | Kenya                | 2 h 23 min 47 s |
| 2011  | Fatuma Sado Dergo      | Éthiopie             | 2 h 28 min 30 s |
| 2010  | Sharon Cherop          | Kenya                | 2 h 28 min 38 s |
| 2009  | Alessandra Aguilar     | Espagne              | 2 h 29 min 01 s |
| 2008  | Irina Timofeyeva       | Russie               | 2 h 24 min 14 s |
| 2007  | Ayelech Worku          | Éthiopie             | 2 h 29 min 14 s |
| 2006  | Robe Tola              | Éthiopie             | 2 h 24 min 35 s |
| 2005  | Edith Masai            | Kenya                | 2 h 27 min 06 s |
| 2004  | Emily Kimuria          | Kenya                | 2 h 28 min 56 s |
| 2003  | Hellen Jemaiyo Kimutai | Kenya                | 2 h 25 min 53 s |
| 2002  | Sonja Oberem           | Allemagne            | 2 h 26 min 21 s |
| 2001  | Sonja Oberem           | Allemagne            | 2 h 26 min 12 s |
| 2000  | Manuela Zipse          | Allemagne            | 2 h 31 min 37 s |
| 1999  | Katrin Dörre-Heinig    | Allemagne            | 2 h 24 min 35 s |
| 1998  | Katrin Dörre-Heinig    | Allemagne            | 2 h 25 min 21 s |
| 1997  | Renata Sobiesiak       | Pologne              | 2 h 29 min 27 s |
| 1996  | Krystyna Pieczulis     | Pologne              | 2 h 40 min 02 s |
| 1995  | Angelina Kanana        | Kenya                | 2 h 27 min 23 s |
| 1994  | Angelina Kanana        | Kenya                | 2 h 29 min 59 s |
| 1993  | Gabriele Wolf          | Allemagne            | 2 h 34 min 36 s |
| 1992  | Gabriele Wolf          | Allemagne            | 2 h 36 min 32 s |
| 1991  | Annette Fincke         | Allemagne            | 2 h 35 min 48 s |
| 1990  | Judit Nagy             | Hongrie              | 2 h 33 min 46 s |
| 1989  | Jolanda Homminga       | Pays-Bas             | 2 h 40 min 28 s |
| 1988  | Charlotte Teske        | Allemagne de l'Ouest | 2 h 30 min 23 s |
| 1987  | Charlotte Teske        | Allemagne de l'Ouest | 2 h 31 min 49 s |
| 1986  | Magda Ilands           | Belgique             | 2 h 35 min 17 s |